# 63. vestlige længdekreds
Den 63. vestlige længdekreds (eller 63 grader vestlig længde) er en længdekreds, der ligger 63 grader vest for nulmeridianen. Den løber gennem Ishavet, Nordamerika, Atlanterhavet, Caribien, Sydamerika, det Sydlige Ishav og Antarktis.